# دمیتری شیرکف
دمیتری شیرکف (روسی: Дми́трий Васи́льевич Ширко́в؛ زاده ۳ مارس ۱۹۲۸ - درگذشته ۲۳ ژانویه ۲۰۱۶) یک فیزیک‌دان در زمینه نظریه میدان‌های کوانتومی اهل شوروی و بعداً روسیه بود.